# RAF Leeming

i7
i11
i13
Die Royal Air Force Station Leeming (ICAO-Code: EGXE), kurz RAF Leeming, ist ein Militärflugplatz der britischen Royal Air Force am östlichen Ortsrand von Leeming in der Grafschaft North Yorkshire, England. Die Basis ist eine der kleineren der RAF. Als letzte fliegende Staffel ist die der Luftkampfschulung dienende und mit BAE Hawks ausgerüstete 100. Squadron in Leeming stationiert. Hinzu kommen einige nichtfliegende Einrichtungen. Honorary Air Commodore von RAF Leeming ist Queen Camilla.

## Geschichte
Die Station wurde nach zweijähriger Bauzeit 1940 während des Zweiten Weltkrieges als Stützpunkt des RAF Bomber Command, zunächst lag hier die 10. Squadron und später die 77.
Im Jahr 1943 kam die Basis als eine von 11 Stationen zur 6. Gruppe der Royal Canadian Air Force (RCAF), zu ihr gehörte als weiteres die RAF Station Skipton-on-Swale. Zunächst lagen hier die 405. (Vancouver) und 408. (Goose) Squadron, die später durch die 427. (Lion) und 429. (Bison) Squadron abgelöst wurden. Die vorherrschenden Flugzeugtypen waren Whitley, Stirling, Halifax und Lancaster Bomber.
Nach dem Krieg wurde der Flugplatz Stützpunkt von Umschulungseinheiten für Nachtjäger (ab 1946) und leichte Bomber (ab 1947), die zunächst mit Mosquito flogen. Die beiden Training Units wurden 1947 zur 228. Operational Conversion Unit verschmolzen und flogen später zunächst Jets des Typs Meteor und anschließend Javelin.
Die Einrichtung wurde 1961 dem Training Command unterstellt und wurde bis 1984 Heimat der 3. Flying Training School, die die Jet Provost betrieb.
Zum Ende des Kalten Krieges kam RAF Leeming zum Strike Command und wurde 1988 dessen südliche QRA-Basis, ausgerüstet mit drei Staffeln Abfangjägern des Typs Tornado F3. Die Abrüstung nach dessen Ende in den 1990er Jahren führte 1994 zunächst zur Auflösung der 23. Squadron. Die beiden verbliebenen Staffeln existierten noch ein Jahrzehnt weiter. Die 11. Squadron  wurde 2005 und die 25. Squadron 2008 schließlich aufgelöst.
Seit 1996 war eine weitere Aufgabe Leemings die Schulung. Hierzu wurde nach der Schließung von RAF Finningley die 100. Squadron mit ihren Hawk T.1-Flugzeuge nach Leeming verlegt, die Flugzeuge wurden für eine Vielzahl unterschiedlicher Übungsszenarien eingesetzt. Hawks wurden auch von der Joint Forward Air Controller Training and Standards Unit (JFACTSU) eingesetzt. Die 100. Staffel und ihre Jets wurden Ende März 2022 nach über 25 Jahren am Standort außer Dienst gestellt.

## Heutige Nutzung
Die Hauptaufgabe der Station ist Schulung für Ausführung und Unterstützung von Luftoperationen fern der Heimat. Auch eine fliegende Staffel ist hier nach wie vor stationiert. Die 11 Squadron (Qatar) der Qatar Emiri Air Force ist eine gemischt britisch-katarische Ausbildungsstaffel, die mit Hawk Mk.167 ausgerüstet ist und Ende 2021 aufgestellt wurde.